# 東克樹
東 克樹（あずま かつき、1995年11月29日 - ）は、三重県四日市市出身のプロ野球選手（投手）。左投左打。横浜DeNAベイスターズ所属。

## 経歴

### プロ入り前
四日市市立三重北小学校1年時から、軟式野球チームの「三重クラブ野球少年団」で野球を始める。四日市市立大池中学校時代には「四日市トップエースボーイズ」に所属。野茂英雄が総監督を務める「JUNIOR ALL JAPAN（NOMOジャパン）」の一員としてアメリカ遠征を経験した。
愛知県名古屋市の愛工大名電高校への進学後は、1年夏の選手権愛知大会で2試合に先発した。2年時にはチームが春夏連続で甲子園球場の全国大会に出場したが、1学年先輩で自身と同じ左投手の濱田達郎がエースだったことから、いずれの大会でも登板の機会がなかった。2年秋に濱田からエースの座を引き継ぐと、3年の夏にも選手権本大会へ出場。聖光学院高校との初戦に先発投手として阪神甲子園球場のマウンドを初めて踏んだが、5回まで被安打2と好投しながら逆転負けを喫した。
立命館大学文学部心理学専攻に入学する。大学の硬式野球部では、1年の秋から救援投手として関西学生野球のリーグ戦に登板。2年時に左肘痛を発症したため、秋のリーグ戦に登板せず、左肘の治療と下半身の強化に専念した。2学年先輩の桜井俊貴からエースの座を継いだ3年の春季リーグ戦では、京都大学との1回戦でノーヒットノーランを達成するなどの活躍で、リーグのMVP、最優秀投手、ベストナインを受賞。チームを3季連続のリーグ優勝に導き、全日本大学野球選手権大会にも出場した。4年の春季リーグ戦では、関西大学との1回戦で再びノーヒットノーランを達成。同じ投手による複数回の達成は、関西学生野球リーグ戦史上初の快挙であった。在学中には、リーグ戦で通算41試合に登板。通算投球イニングは231回2/3で、19勝9敗、防御率1.05、235奪三振という成績を残した。
大学4年時の2017年には、第41回日米大学野球選手権と第29回ユニバーシアードの日本代表に選出。先発投手として2試合に登板した日米大学野球では、通算11イニングを無失点という好成績で最優秀投手賞を受賞した。ユニバーシアードでは、予選ラウンドのメキシコ戦と、準決勝の韓国戦に先発登板。いずれも8回を無失点に抑えて白星を挙げたことによって、チームの優勝に貢献した。
2017年10月26日のドラフト会議では、横浜DeNAベイスターズから単独1位指名を受け、契約金1億円、年俸1500万円（金額は推定）という条件で入団した。背番号は11。担当スカウトは八馬幹典。NPB全12球団のうち、この会議で唯一の単独1位指名となった。

### DeNA時代

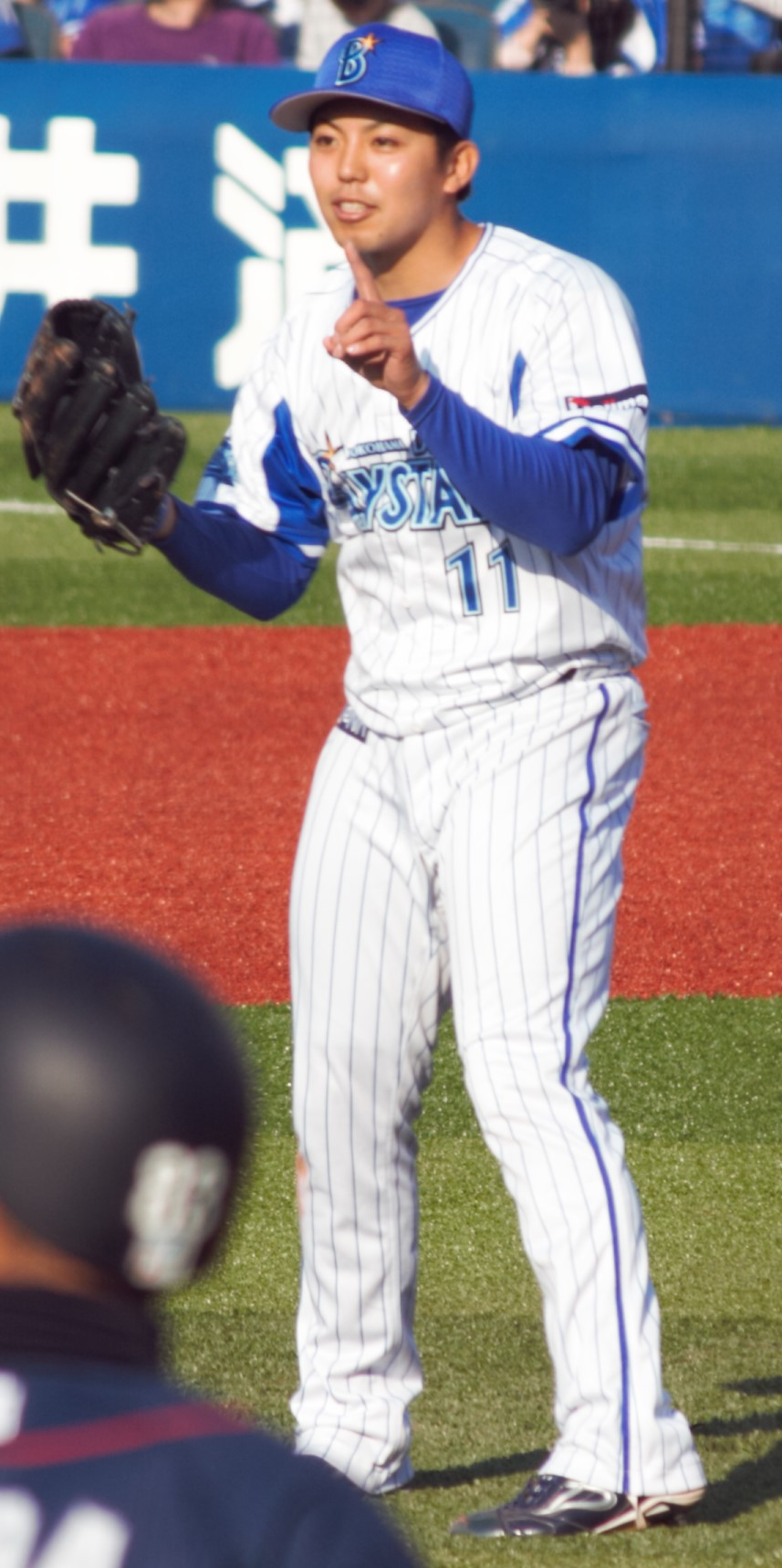
2018年3月25日、横浜スタジアムにて

2018年は、石田健大、今永昇太、濵口遥大に続く左腕の先発要員として、春季キャンプを一軍で過ごした。オープン戦での登板3試合を全て無失点に抑えたことから、レギュラーシーズンの開幕から一軍のローテーションに入ると、4月5日の阪神タイガース戦（横浜スタジアム）で先発投手として公式戦にデビュー。黒星を喫したものの、7回1失点という好投で、阪神打線から9個の三振を奪った。次に先発した4月12日の読売ジャイアンツ戦（東京ドーム）でプロ初勝利を挙げると、4月19日の巨人戦（横浜）で2勝目を記録。5月16日の阪神戦（阪神甲子園球場）で、シーズン3勝目をプロ入り後初の完封で記録。この年のNPB全12球団の新人投手による完封勝利一番乗りを果たした。その後も一軍の先発ローテーションに定着すると、6月末までにチームトップの6勝を記録。オールスターゲームには、セントラル・リーグの監督推薦選手として、NPB全球団の新人選手からただ1人出場した。巨人戦には強く、前述のプロ初勝利からシーズン11勝目を挙げた9月19日（東京ドーム）まで、登板した5試合すべてで勝利投手になった。9月19日の対戦では、7回裏二死にケーシー・マギーからソロ本塁打を打たれるまで、1人の走者も出さなかった。ただし、シーズンの最後に対戦した9月28日の試合（東京ドーム）では、7回無失点で降板しながらチームがサヨナラ負けを喫している。レギュラーシーズン全体では、一軍公式戦24試合に登板したほか、新人投手でただ1人リーグの最終規定投球回に到達。リーグ2位（左投手ではトップ）の防御率2.45や、チームトップの11勝（5敗）を記録したことを背景に、セ・リーグの新人王に選ばれた。選出の基準になる記者投票では、得票率が99%に達した。11月開催の日米野球で日本代表に選ばれていたが、シーズン終了後に左肘の炎症が判明し、出場辞退を余儀なくされた。オフに4050万円増となる推定年俸5550万円で契約を更改した。
2019年は、1月の自主トレーニング期間中に左肘の炎症が再発したため、途中からノースローで調整。春季キャンプ以降も、二軍での調整に専念した。5月6日の巨人戦（横浜スタジアム）に先発投手としてシーズン初の一軍マウンドを経験したが、プロ入り後自己ワーストの内容（3回8失点）で黒星を喫したことによって、前年から続いていた同カードでの連勝が5で止まった。5月15日の中日ドラゴンズ戦（横浜スタジアム）で6回1失点に抑えてシーズン初勝利を挙げたものの、以降も左肘の状態が芳しくなく、一軍と二軍を往復。8月23日の巨人戦（東京ドーム）の登板を最後に戦列を離れたため、シーズン全体では、一軍公式戦7試合の登板で4勝2敗にとどまった。オフに1150万円減となる推定年俸4400万円で契約を更改した。
2020年は、苗字が同音異字（あづま）である東妻純平が入団したことに伴って、ユニフォームの背ネームが「K.AZUMA」に変更された。この年も左肘痛が完治しないまま春季キャンプを二軍で迎える。キャンプ中の2月8日に左肘の内側側副靱帯を損傷していることが判明したため、同月20日にトミー・ジョン手術を受けた。実戦への復帰に1年半ほどの期間を要することが見込まれたが、球団では東を育成選手契約へ移行させずに、左肘が完治するまで支配下選手登録を続ける意向を示した。実際には、シーズンを通じてリハビリに専念したところ、全力でのキャッチボールが可能な状態にまで左肘が回復。シーズン終了後の12月2日には、NPBの野球協約で定められた年俸の減額制限（25%）に近い1080万円減となる推定年俸3320万円で支配下選手契約を更改した。
2021年は、順調にリハビリを重ね、7月11日のイースタン・リーグ、千葉ロッテマリーンズ戦で688日ぶりに実戦復帰。防御率1.95の成績を残し、シーズン終盤の9月28日東京ヤクルトスワローズ戦（明治神宮野球場）で767日ぶりに一軍での先発登板を果たした。復帰3戦目となった10月23日の中日戦（横浜スタジアム）で8回無失点の好投をみせ、2019年シーズン以来729日ぶりの白星を挙げた。シーズン終了後は810万円減の推定年俸2510万円で契約を更改した。
2022年は、開幕戦となった3月25日の対広島東洋カープ戦（横浜スタジアム）にて開幕投手を任されるが、6回途中に左手指のアクシデントがありそのまま降板し敗戦投手となった。その後も以前のような球の走りが戻らず敗戦を重ね、5月15日の阪神戦（横浜スタジアム）で5敗目を喫し登録抹消となった。体力や技術を見直すため1か月間、二軍での再調整を続けた後に一軍に合流し、6月23日の対読売ジャイアンツ戦（東京ドーム）で6回3失点に抑え、シーズン初勝利を挙げる。7月7日の中日戦（横浜）では8回を3安打無失点に抑えるなど、調子を戻しつつあったが、7月13日に発熱症状を訴え、新型コロナウィルスの陽性判定を受け、登録抹消された。結局、同年も1勝6敗に終わったが11月24日には100万円増の年俸2610万円で契約を更改した。
2023年は、開幕から先発ローテーション入りを果たし初登板の4月6日の巨人戦（横浜スタジアム）で7回無失点に抑え1勝目を挙げる。4月30日の中日戦（バンテリンドーム）で2018年以来の完封勝利、97球でマダックス（100球以下の完封勝利）を達成した。この完封勝利によって、チームとしては1960年以来となる月間7完封と、4月としては月間最多となる16勝を記録した。6月24日の対阪神戦（横浜スタジアム）ではシーズン2度目の完封勝利。前半戦までに8勝を挙げ、7月には5年ぶり2度目のオールスター出場を果たした。9月20日の対広島戦（MAZDA Zoom-Zoom スタジアム広島）では7回を投げて4被安打1失点で勝利投手となったが、この勝利で6月1日の東北楽天ゴールデンイーグルス戦以来の連勝を11（球団では1983年の遠藤一彦以来40年ぶり2人目で、左投手としては初）まで伸ばし、同時にベイスターズの投手としては1999年の川村丈夫以来24年ぶりとなるシーズン15勝を達成した。さらに連勝記録を遠藤がもつ球団記録タイの12まで伸ばし、勝てばリーグ逆転2位となるシーズン最終戦に先発し巨人・山﨑伊織と互いに完投まで投げあうが0-1で敗戦となり連勝はストップした。最終的には新人王となった2018年以来5年ぶりとなる規定投球回に到達し、16勝3敗・勝率.842を挙げ、球団では1993年の野村弘樹以来、30年ぶりとなる最多勝のタイトルを獲得。なお、このシーズンで喫した3敗は全て巨人戦である（4勝3敗）。11月10日には前身となる大洋・横浜時代を通じて投手では球団史上初となるゴールデングラブ賞を受賞、左投手の受賞は珍しく、セ・リーグでは石川雅規以来15年ぶり5人目の受賞となった。また、この年はベストナインも受賞しており、セ・リーグMVPを受賞した投手（この年は村上頌樹）を差し置いてのベストナイン受賞は吉見一起以来12年ぶり、MVPを受賞した先発投手を差し置いてのベストナイン受賞は上原浩治・松坂大輔以来24年ぶりとなった。
2024年は、自身2度目の開幕投手に指名され、3月29日の広島戦（横浜）に先発登板する。途中5連打を打たれて3点を先制されながらも7回まで粘投し、自身に勝ち星はつかなかったがチームの5年ぶり開幕戦勝利に貢献した。その後も前年から続くクオリティ・スタートの連続記録を伸ばす、安定した投球でローテーションを守る。5月17日の中日戦（横浜）で無傷の4連勝目を挙げ、前年から横浜スタジアムでの連勝記録を10連勝まで伸ばし、球団では1989年の斉藤明夫以来の記録となった。6月14日の埼玉西武ライオンズ戦（ベルーナドーム）では、ブルペンからかなり状態が悪かったながらも、この年初の完封勝利を挙げた。この勝利で開幕5連勝となり、開幕投手の無傷の5連勝は球団記録である。22日の阪神戦（甲子園）でも勝利を挙げて、球団では1999年の福盛和男以来となる開幕6連勝とし、全て先発勝利での開幕6連勝は球団史上初の記録となった。8月28日の阪神戦で11勝目を挙げると台風10号の影響で29日の阪神戦と30日からの中日3連戦が中止となり、9月3日、移動日を挟んだ中5日での広島戦を球団では41年ぶりの2試合連続先発での勝利を挙げ、QSも32試合連続に伸ばす。9月10日の阪神戦で6回途中5失点を喫してシーズン3敗目を喫し、連続QS記録が途絶えた。前年から毎試合バッテリーを組んでいた山本が、9月15日の試合で死球を受けて骨折して離脱したため、翌16日は約2年ぶりに伊藤光と組み、シーズン13勝目を挙げた。10月12日、阪神とのクライマックスシリーズ・ファーストステージ初戦でも先発を任されたが、4回表に安打を放った際の走塁で左脚を負傷した。その回の裏も続投して三者凡退で切り抜けたものの、左太腿裏の違和感のために4回無失点、50球で降板した。翌日に出場選手登録抹消となり、日程からファイナルステージでの登板は叶わなくなった。16日に球団より左ハムストリングの肉離れとの診断結果が発表されたが、日本シリーズ進出時の登板も視野にチームの練習には同行した。その後にチームはCS優勝を果たし、祝勝会のビールかけに東も参加した。福岡ソフトバンクホークスとの日本シリーズ出場40人枠に入り、チーム2連敗後の10月29日の第3戦で先発登板した。山本、伊藤両名が離脱していたため、この年初めて戸柱恭孝とバッテリーを組むと、後の検査で肉離れが完治していないと判明する状態だったにも関わらず、毎回安打を許す被安打10ながら先頭打者の出塁は許さず、7回、105球を投げ、4奪三振、1失点にまとめあげて、チームにシリーズ初勝利をもたらした。DeNAはこの勝利から4連勝を挙げ、26年ぶりの日本シリーズ優勝を達成した。

## 選手としての特徴
身長170 cmと小柄ながら、最高球速152 km/h（プロ入り後の最速は151 km/h）のストレート、チェンジアップ、スライダー、カットボール、ツーシーム、カーブを投げ分ける。チェンジアップへの評価が特に高い。
投球時に上体を三塁側へ仰向け気味に倒しながら腕を振るため、リリースポイントが高く、角度のついた球をストライクゾーンのコーナーへ投げ込めることが特徴。目標の選手に、自身と同じ左投手の石川雅規や田口麗斗を挙げている。
2023年、キャンプ中の練習試合で打ち込まれたことをきっかけにリリースポイントのアングルを下げ、オーバースローからスリークォーター気味のフォームへと変更した。体の使い方などは同じ左投手でサイドスロー気味のフォームで投げる宮城大弥を参考にしているという。これによってストレートの球速は140キロ台半ばになったものの、制球が格段に安定したほか、変化球も含め強いボールを投げられるようになりこの年以降の飛躍へとつながった。

## 人物
愛称は「ハマのペンギン｣または「ハマの東MAX（アズマックス）｣。
地元である三重県は中日ドラゴンズのファンが多いが、東本人は幼少期には読売ジャイアンツ（巨人）を応援していた。特に高橋由伸に憧れ、その打撃フォームを真似していたという。大学4年秋のNPBドラフト会議では、どの球団からの指名も歓迎する姿勢を示していたが、DeNAによる1巡目での単独指名までは想定していなかったという。
立命大時代に生活していた硬式野球部の寮では一時、後にDeNAでもチームメイトとなる2学年後輩の坂本裕哉と同じ部屋で過ごしていた。坂本がDeNAに入団した2020年には、左投手の先輩として、技術面だけでなくメンタルの保ち方などの助言を送っていたという。
卒論のテーマは「球場によってマウンドからホームベースを見た時の角度と距離における視覚的心理の変化｣。
座右の銘は「不動心｣。
DeNAへの入団後から使用しているグラブには、｢金運と白星をつかむ」という意味で金色のうんこマーク（💩）と白色の星マーク（☆）の刺繍を掌の部分に施している。これは大学日本代表で一緒だった栗林良吏のグラブを見て導入したものである。
2020年に結婚し、第一子となる女児も誕生した。
2025年1月には週刊文春に自主トレ先の名古屋での末広純との不倫が報じられた。後日、23日に自身のInstagramで謝罪をした。
光線過敏症に罹患している。

## 詳細情報

### 年度別投手成績
| 年 度     | 球 団     | 登 板 | 先 発 | 完 投 | 完 封 | 無 四 球 | 勝 利 | 敗 戦 | セ 丨 ブ | ホ 丨 ル ド | 勝 率 | 打 者 | 投 球 回 | 被 安 打 | 被 本 塁 打 | 与 四 球 | 敬 遠 | 与 死 球 | 奪 三 振 | 暴 投 | ボ 丨 ク | 失 点 | 自 責 点 | 防 御 率 | W H I P |
| --------- | --------- | ----- | ----- | ----- | ----- | -------- | ----- | ----- | -------- | ----------- | ----- | ----- | -------- | -------- | ----------- | -------- | ----- | -------- | -------- | ----- | -------- | ----- | -------- | -------- | ------- |
| 2018      | DeNA      | 24    | 24    | 1     | 1     | 0        | 11    | 5     | 0        | 0           | .688  | 626   | 154.0    | 130      | 13          | 42       | 2     | 2        | 155      | 1     | 0        | 45    | 42       | 2.45     | 1.12    |
| 2019      | DeNA      | 7     | 7     | 0     | 0     | 0        | 4     | 2     | 0        | 0           | .667  | 161   | 38.1     | 38       | 4           | 10       | 1     | 1        | 31       | 1     | 0        | 17    | 16       | 3.76     | 1.25    |
| 2021      | DeNA      | 3     | 3     | 0     | 0     | 0        | 1     | 2     | 0        | 0           | .333  | 75    | 19.2     | 10       | 1           | 4        | 0     | 0        | 20       | 0     | 0        | 5     | 5        | 2.29     | 0.71    |
| 2022      | DeNA      | 12    | 9     | 0     | 0     | 0        | 1     | 6     | 0        | 0           | .143  | 229   | 50.2     | 67       | 5           | 10       | 0     | 2        | 41       | 1     | 0        | 30    | 26       | 4.62     | 1.52    |
| 2023      | DeNA      | 24    | 24    | 4     | 2     | 4        | 16    | 3     | 0        | 0           | .842  | 665   | 172.1    | 149      | 14          | 15       | 2     | 1        | 133      | 1     | 0        | 40    | 38       | 1.98     | 0.95    |
| 2024      | DeNA      | 26    | 26    | 2     | 2     | 1        | 13    | 4     | 0        | 0           | .765  | 731   | 183.0    | 166      | 11          | 27       | 2     | 6        | 140      | 0     | 0        | 45    | 44       | 2.16     | 1.05    |
| 通算：6年 | 通算：6年 | 96    | 93    | 7     | 5     | 5        | 46    | 22    | 0        | 0           | .676  | 2487  | 618.0    | 560      | 48          | 108      | 7     | 12       | 520      | 4     | 0        | 182   | 171      | 2.49     | 1.08    |

- 2024年度シーズン終了時
- 各年度の太字はリーグ最高

### NPBポストシーズン投手成績
| 年 度     | 球 団     | シ リ 丨 ズ  | 登 板 | 先 発 | 勝 利 | 敗 戦 | セ 丨 ブ | ホ 丨 ル ド | 勝 率 | 打 者 | 投 球 回 | 被 安 打 | 被 本 塁 打 | 与 四 球 | 敬 遠 | 与 死 球 | 奪 三 振 | 暴 投 | ボ 丨 ク | 失 点 | 自 責 点 | 防 御 率 |
| --------- | --------- | ------------ | ----- | ----- | ----- | ----- | -------- | ----------- | ----- | ----- | -------- | -------- | ----------- | -------- | ----- | -------- | -------- | ----- | -------- | ----- | -------- | -------- |
| 2023      | DeNA      | CSファースト | 1     | 1     | 0     | 0     | 0        | 0           | .000  | 29    | 8.0      | 5        | 0           | 2        | 0     | 0        | 5        | 0     | 0        | 2     | 2        | 2.25     |
| 2024      | DeNA      | CSファースト | 1     | 1     | 0     | 0     | 0        | 0           | .000  | 16    | 4.0      | 3        | 0           | 0        | 0     | 1        | 3        | 0     | 0        | 0     | 0        | 0.00     |
| 2024      | DeNA      | 日本シリーズ | 1     | 1     | 1     | 0     | 0        | 0           | 1.000 | 30    | 7.0      | 10       | 0           | 0        | 0     | 0        | 4        | 0     | 0        | 1     | 1        | 1.29     |
| 出場：2回 | 出場：2回 | 出場：2回    | 3     | 3     | 1     | 0     | 0        | 0           | 1.000 | 75    | 19.0     | 18       | 0           | 2        | 0     | 1        | 12       | 0     | 0        | 3     | 3        | 1.42     |

- 2024年度シーズン終了時

### 年度別守備成績
| 年 度 | 球 団 | 投手  | 投手  | 投手  | 投手  | 投手  | 投手     |
| 年 度 | 球 団 | 試 合 | 刺 殺 | 補 殺 | 失 策 | 併 殺 | 守 備 率 |
| ----- | ----- | ----- | ----- | ----- | ----- | ----- | -------- |
| 2018  | DeNA  | 24    | 8     | 24    | 1     | 0     | .970     |
| 2019  | DeNA  | 7     | 1     | 9     | 0     | 1     | 1.000    |
| 2021  | DeNA  | 3     | 0     | 2     | 0     | 0     | 1.000    |
| 2022  | DeNA  | 12    | 5     | 7     | 0     | 0     | 1.000    |
| 2023  | DeNA  | 24    | 11    | 15    | 0     | 1     | 1.000    |
| 2024  | DeNA  | 26    | 12    | 34    | 1     | 1     | .979     |
| 通算  | 通算  | 96    | 37    | 91    | 2     | 2     | .985     |

- 2024年度シーズン終了時
- 各年度の太字はリーグ最高
- 太字年はゴールデングラブ賞受賞年

### タイトル
- 最多勝利：1回（2023年）
- 最高勝率：1回（2023年）

### 表彰
- 新人王（2018年）
- ベストナイン：1回（投手部門：2023年）
- ゴールデングラブ賞：1回（投手部門：2023年）
- 月間MVP：2回（投手部門：2023年9・10月[95]、2024年8月[96]、2025年7月[97]）
- 最優秀バッテリー賞：1回（2023年 捕手：山本祐大）
- JERAセ・リーグAWARD年間大賞：2回（2023年、2024年）
- 日本プロスポーツ大賞最高新人賞（2018年）

### 記録
初記録
投手記録
- 初登板・初先発登板：2018年4月5日、対阪神タイガース2回戦（横浜スタジアム）、7回1失点で敗戦投手
- 初奪三振：同上、1回表に髙山俊から空振り三振
- 初勝利・初先発勝利：2018年4月12日、対読売ジャイアンツ3回戦（東京ドーム）、5回1/3を3失点
- 初完投勝利・初完封勝利：2018年5月16日、対阪神タイガース7回戦（阪神甲子園球場）

打撃記録
- 初打席：2018年4月5日、対阪神タイガース2回戦（横浜スタジアム）、3回裏にランディ・メッセンジャーから空振り三振
- 初安打・初打点：2018年4月12日、対読売ジャイアンツ3回戦（東京ドーム）、1回表に大竹寛から中前適時打

その他の記録
- 開幕投手：3回（2022年、2024年、2025年）
- オールスターゲーム出場：3回（2018年、2023年、2024年）

### 背番号
- 11（2018年[14] - ）

### 代表歴
- 2017年 第41回日米大学野球選手権 日本代表
- 2017年 第29回夏季ユニバーシアード野球競技 日本代表

### 登場曲
- 「Don't Stop Me Now」Queen（2018年 - 2021年）
- 「I wanna be my self」三浦風雅（2022年 - ）